# 猎魔人
《猎魔人》是一系列由波兰作家安杰伊·萨普科夫斯基所著的奇幻小说，講述了一名猎魔人——利維亞的白狼杰洛特的故事。该系列小说原著在20世纪九十年代首次出版，共包含三部短篇小说集、五部长篇小说和一篇前传。之后曾经被翻译成多种语言。
該系列書籍在波蘭、俄羅斯在其他東歐國家被視作邪典追捧。
此书已被波兰游戏公司CD Projekt RED改编为同名游戏。

## 小說

### 短篇集
- 《獵魔士》(Wiedźmin,1986，英文版：The Witcher)，已絕版，由《最後的願望》收錄除了《沒有回頭路》以外的所有故事取代此書。
- 《命運之劍》(Miecz przeznaczenia,1992，英文版：Sword of Destiny,2015)
- 《最後的願望》(Ostatnie życzenie,1993，英文版：The Last Wish,2007)

### 長篇
- 《精靈血》(Krew elfów,1994，英文版：Blood of Elves,2008)
- 《蔑視時代》(Czas pogardy,1995，英文版：Time of Contempt,2013)
- 《火之洗禮》(Chrzest ognia,1996，英文版：Baptism of Fire,2014)
- 《燕之塔》(Wieża Jaskółki,1997，英文版：The Tower of the Swallow,2016)
- 《湖之主》(Pani Jeziora,1999，英文版：The Lady of the Lake,2017)

### 獨立故事
- 《風暴季節》(Sezon burz,2013，英文版：Season of Storms,2018)
- 《烏鴉的十字路口》(Rozdroże kruków,2024)

### 其他
- 《沒有回頭路》(Droga, z której się nie wraca，英文：The Road with No Return) 於1986年出版的《獵魔士》的其中一章，某些版本的《命運之剑》或《最後的願望》亦有收錄。
- 《某事結束，某事開始》(Coś się kończy, coś się zaczyna,2000，英文：Something Ends, Something Begins) 於2000年出版的故事集，收錄《沒有回頭路》《某事結束，某事開始》2篇故事。
- 《馬拉迪與其他故事集》(Maladie i inne opowiadania,2012，英文：The Malady and Other Stories) 於2012年出版的故事集，其中也有收錄《沒有回頭路》《某事結束，某事開始》2篇故事。

## 改編

### 電影和電視劇
- 《屠龙传奇（英语：The Hexer (film)）》（2001年）：由馬雷克·布羅茲基（英语：Marek Brodzki）執導，米乔·赞布罗斯基（英语：Michał Żebrowski）主演利维亚的杰洛特。電影主要獲得了負面的反響，連萨普科夫斯基也感到不滿意[1]。
- 《獵魔人（英语：The Hexer (TV series)）》（2002年）：同2001年的電影由米乔·赞布罗斯基主演利维亚的杰洛特。其評價也不佳。
- 《獵魔士》（2019年）：2015年，Platige Image（英语：Platige Image）開始計劃將小說改編成美國電影，直到2017年結束計劃[2]。2017年5月，Platige Image將與Netflix和西恩·丹尼爾公司（英语：Sean Daniel）合作製作一部《巫師》的電視劇，湯梅克·巴斯基（英语：Tomasz Bagiński）將作為導演之一，而萨普科夫斯基則是創意顧問[3][4][5]。
- 《獵魔士第二季》（2021年）：2021年12月17日播出，《獵魔士》的续集，萨普科夫斯基担任創意顧問。
- 《獵魔士：狼之惡夢》（2021年）：獵魔士的前傳動畫電影，講述傑洛特的導師維瑟米爾年輕時的故事。

### 電子遊戲
- 《巫師》（2007年）
- 《巫師2：國王刺客》（2011年）
- 《巫師3：狂獵》（2015年）
- 《巫师之昆特牌》